# Quercus campitica
Quercus campitica là một loài thực vật có hoa trong họ Cử. Loài này được Hadjik. & Hand mô tả khoa học đầu tiên năm 2007.